# Linea Cottonera
La linea Cottonera (in maltese Is-Swar tal-Kottonera, in inglese Cottonera Lines) è una linea di fortificazioni presente sull'isola di Malta a Cospicua e Vittoriosa. Furono costruite nel XVII e XVIII secolo su un terreno più elevato e più esterno rispetto alla precedente linea di fortificazioni, nota come linee di Santa Margherita.

## Storia
Nel 1638 venne iniziata la costruzione delle fortificazioni di Santa Margherita intorno a Bormla, ma dopo poco i lavori si interruppero per mancanza di fondi.
Nel 1669, dopo la caduta di Candia, sorsero i timori di un attacco ottomano e l'ingegnere italiano Maurizio Valperga apportò delle modifiche alle Linee di Floriana e ad altre fortificazioni del Porto Grande e progettò una nuova città, la Civitas Cotonera (dal nome del Gran Maestro Nicolas Cotoner), che in caso di assedio doveva offrire riparo ai 40.000 abitanti dell'isola e ai loro animali.

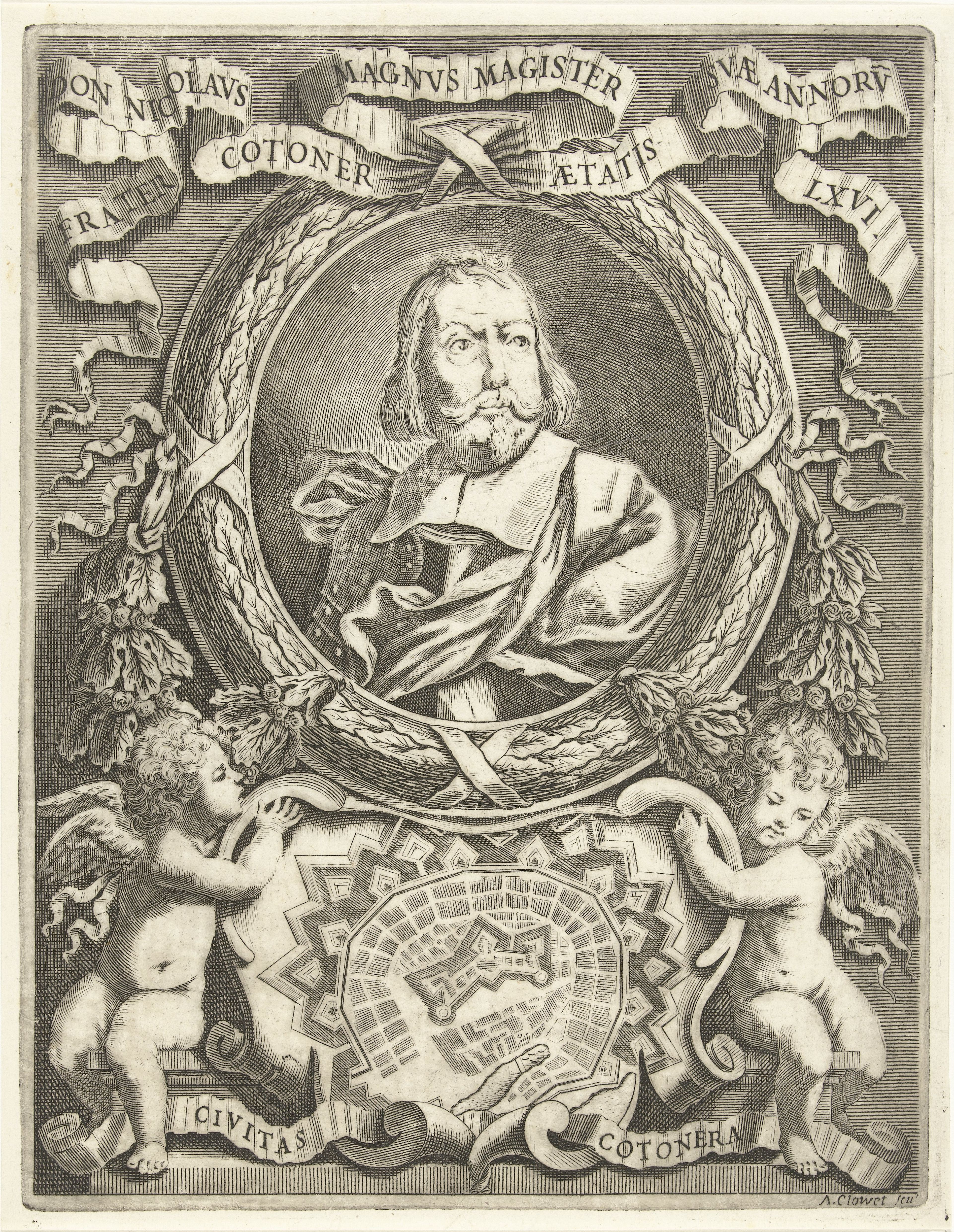
Ritratto del Gran Maestro Nicolas Cotoner con un piano della Linea Cottonera

La Civitas Cotonera fu definita "la più ambiziosa opera di fortificazione mai intrapresa dai Cavalieri di San Giovanni a Malta", ma la costruzione venne interrotta poco dopo a causa di un'epidemia di peste che compromise ulteriormente i fondi già esigui dell'Ordine.
Nel 1680 il Gran Maestro Nicolas Coroner morì e il suo progetto venne accantonato ma, a quel punto, la cinta dei bastioni era per lo più completa ed erano già state scavate parti del fossato, anche se non erano state costruite parti cruciali come i cavalieri, i rivellini, gli spalti ed il passaggio coperto. All'inizio del XVIII secolo si ripresero quindi i lavori per completare le fortificazioni che terminarono nel 1760, anche se il fossato rimase incompiuto e le opere esterne e i cavalieri non vennero mai costruite.
Durante l'assedio del 1798-1800 le linee Cottonera furono occupate dai francesi e gli insorti maltesi che si erano ribellati contro di loro costruirono un trinceramento attorno alla linea Cottonera e alle altre fortificazioni nella zona del porto.
Successivamente, sotto il controllo britannico, gli inglesi modificarono l'incompiuta Civitas Cotonera con la costruzione del St. Clement's Retrenchment, che collegava la Cotonera con le fortificazioni di Santa Margherita, e del Forte Verdala nello stesso sito in cui il Gran Maestro Nicolas Cotoner voleva costruire il suo castello. Negli anni '70 dell'Ottocento furono demoliti il Bastione di Valperga e la Cortina di San Paolo, la Porta di San Paolo e una chiesa dedicata a San Francesco De Paule per far posto alla nuova strada e al tunnel Ghajn Dwieli, che facevano parte di un prolungamento del Cantiere navale di Malta.
Nel 1925 le fortificazioni sono state incluse nell'elenco delle antichità.